# خاکسترها (فیلم ۲۰۱۲)
خاکسترها (به انگلیسی: Ashes) یک فیلم تریلر بریتانیایی و محصول سال ۲۰۱۲ است. مت وایتکراس کارگردان این فیلم است و بازیگران همچون لوک ایوانز، جیم استرجس، ری وینستون، جودی ویتاکر، لسلی منویل و زویی تلفورد در آن حاضر دارند.

## داستان
فرانک (ری وینستون) دچار آلزایمر شده است. یک روز، پسرش به نام جیمز (جیم استرجس) به او سر می زند ولی فرانک او را به یاد نمی‌آورد. جیمز پدرش را از بیمارستان خارج می کند و این سفر دوتایی با شادی، خشونت و غم همراه می شود. زمان حال با خاطرات ناقص گذشته و رویا ترکیب می شود و مشخص می شود هیچ چیز آنگونه که به نظر می رسد نیست. 